# Шита Истамулов
Шита Истамулов (чечен. Истамулан-кӀант ШитIа1887 год, Шали — 1931 год, там же) — чеченский военный и государственный деятель‚ военный министр Северо-Кавказского эмирата‚ генерал-майор шейха Узун-Хаджи‚ руководитель восстания 1929—1930 годов (чечен. ШитIин тIом) против проводимой советской властью коллективизации.

## Биография
Родился в 1887 году в селе Шали‚ тайп Цонтарой.
С 1918 года Истамулов участвовал в Гражданской войне, воевал с белогвардейцами. По одним данным, он был командующим отрядом красных партизан. В 1919—1920 годах — генерал-майор и военный министр Северо-Кавказского эмирата‚ пристав столицы эмирата — Ведено.
С 1919 году армия эмирата под руководством Истамулова и Иналука Арсанукаева вела военные действия против белогвардейцев на Кавказе. Под станицей Воздвиженская была разгромлена группировка войск Деникина. Наиболее крупные сражения в ходе этой кампании произошли в Чечне, в районах населённых пунктов Шали‚ Гудермес‚ Сержень-Юрт и Петропавловская.
После установления советской власти Истамулов скрывался‚ поддерживая связь с Али Митаевым и Нажмуддином Гоцинским. В конце 1924 года Истамулов сдался органам ОГПУ.
В 1925 году был начальником охраны железнодорожного участка Владикавказ-Хасавюрт. Был уволен с должности после разоружения Чечни. Проживал в Шали‚ являлся духовным лидером чеченцев и идеологом антисоветской борьбы.

### Восстание
В 1929—1930 годах являлся из руководителей восстания‚ связанного с коллективизацией и усилением антирелигиозной политики правительства. Восстание началось осенью 1929 года в селении Гойты во главе с Ахмат-муллой и Куриевым и в Шали во главе с Шитой Истамуловым. Восставшие учредили временную народную власть и выдвинули Советскому правительству несколько требований, в число которых входили: 1) прекращение незаконной конфискации имущества крестьян под предлогом «коллективизации»; 2) прекращение произвольных арестов под видом борьбы с «кулачеством»; 3) отозвание из всех чеченских районов руководителей ГПУ, замена их выборными гражданскими чинами из числа чеченцев с правом преследовать только уголовные элементы; 4) ликвидирование назначенных сверху «народных судов» и восстановление института шариатских судов; 5) прекращение вмешательства центральных и краевых властей во внутреннюю политику Чеченской автономии.
Для разрешения возникших проблем в Чечне была создана правительственная комиссия, которая признала ошибки и обвинила в них местных «товарищей». Комиссия призвала повстанцев сложить оружие и разойтись по домам и обещала, что «внутренние чеченские дела будет впредь решать сам чеченский народ». Также члены комиссии обещали, что в Шали прибудет специальный отряд ОГПУ для наказания всех виновных в нарушениях местных работников. Восставшие вернулись в свои дома, чтобы ждать выполнения обещаний правительственной комиссии.
Прибывший в Шали отряд ГПУ арестовал нескольких местных советских работников, но через несколько дней, ночью, бойцы окружили дом Шиты Истамулова. Началась перестрелка, был тяжело ранен брат Шиты Хасан, а их дом загорелся. К рассвету на помощь братьям подоспело более ста чеченцев. В результате схватки отряд ОГПУ был уничтожен. Освобожденный соратниками Шита призвал всех чеченцев к «священной войне» за восстановление «имамата Шамиля» и изгнание «неверных» с Кавказа. На его призыв вновь поднялись Шали, Гойты, Беной и другие селения. К середине декабря 1929 года в центры восстания Гойты и Шали были направлены четыре дивизии пехоты и 28-я стрелковая дивизия из Владикавказа. Кроме того, к операциям были привлечены три эскадрона войск ГПУ из Грозного, Владикавказа и Махачкалы. К середине января оба центра чеченского сопротивления были взяты. В боях за Шали красный командарм И. П. Белов потерял силы, численно превосходившие одну дивизию, при этом Шита Истамулов с частью своих сторонников вырвался из села и ушёл в горную Чечню. Позднее он и его сторонники были амнистированы советским правительством. Шита был назначен председателем Шалинского потребительского кооперативного союза.
Осенью 1931 года Истамулов был вызван к районному начальнику ГПУ Бакланову с целью вручения присланного из Москвы официального акта амнистии. В кабинете во время вручения документа Бакланов выстрелил в него из маузера, который тайно держал в другой руке.Тяжело раненый Истамулов насмерть заколол Бакланова, но сам был добит наружной охраной ГПУ. Брат Шиты Хасан Истамулов, собрав вокруг себя единомышленников, мстил чекистам вплоть до своей гибели в 1935 году.
Органы ОГПУ использовали расправу над Шитой Истамуловым как предлог для начала крупной операции по ликвидации «кулацко-контрреволюционных элементов мусульманско-националистических идеологов», в ходе которой было арестовано и осуждено около 35 000 человек.